# Krokom (plaats)
Krokom is de hoofdplaats van de gemeente Krokom in het landschap Jämtland en de provincie Jämtlands län in Zweden. De plaats heeft 2087 inwoners (2005) en een oppervlakte van 262 hectare. De plaats ligt aan een baai van het meer Storsjön. De stad Östersund ligt 20 kilometer ten zuidoosten van de plaats.

## Verkeer en vervoer
Bij de plaats lopen de Europese weg 14, Länsväg 339 en Länsväg 340.
De plaats heeft een station aan de spoorlijn Storlien - Sundsvall.